# Подхум (Коњиц)
Подхум је насељено место у Босни и Херцеговини у општини Коњиц у Херцеговачко-неретванском кантону које административно припада Федерацији Босне и Херцеговине. Према попису становништва из 1991. у насељу је живјело 194 становника.

## Становништво
По последњем службеном попису становништва из 1991. године, у насељу Подхум живела су 194 становника. Већина становника су били Муслимани.
| Националност | 1991.        | 1981. | 1971. |
| Муслимани    | 142 (73,20%) |       |       |
| Хрвати       | 52 (26,80%)  |       |       |
| Укупно       | 194          |       |       |